# Vignieu
Vignieu est une commune française située dans le département de l'Isère en région Auvergne-Rhône-Alpes.
Ses habitants sont les Vignolais

## Géographie

### Situation et description
Vignieu est une commune rurale du Dauphiné située au centre d'un triangle formé par les villes de La Tour-du-Pin, Bourgoin-Jallieu et Morestel, accessible par l'autoroute A43 ou la route départementale 1075.
Le territoire communal est constitué de 350ha en terre agricole, 220 en bois et landes, 5 en ruisseaux et étangs et 65 en infrastructures et constructions.
Le climat est celui des Terres froides. Depuis le bourg de Vignieu, par temps clair il est possible d'apercevoir à l'horizon, à l'est, derrière les collines, le sommet du Mont Blanc, ce qui est assez fréquent dans de nombreux sites de la région.

### Communes limitrophes
| Sermérieu  | Vézeronce-Curtin                  |          |
| Saint-Chef | Vignieu                           | Vasselin |
|            | Montcarra / Saint-Jean-de-Soudain | Dolomieu |

### Géologie et relief
Le territoire de Vignieu est située à la limite nord des Terres Froides (en limite du plateau de L'Isle-Crémieu). La dernière glaciation de Würm, a laissé des dépôts de type morainique. Une langue de glacier qui recouvrait les Alpes a débordé les chaînons et couvrait l'ensemble de l'actuel Bas-Dauphiné. Il reste de cette époque glaciaire un plaçage de moraine de fond avec quelques blocs erratiques.

### Hydrographie
Le territoire héberge de nombreux étangs et des canaux d'assèchement, typique de la région.

### Climat
Pour des articles plus généraux, voir Climat d'Auvergne-Rhône-Alpes et Climat de l'Isère.
En 2010, le climat de la commune est de type climat océanique altéré, selon une étude du Centre national de la recherche scientifique s'appuyant sur une série de données couvrant la période 1971-2000. En 2020, Météo-France publie une typologie des climats de la France métropolitaine dans laquelle la commune est exposée à un climat de montagne ou de marges de montagne et est dans la région climatique Alpes du nord, caractérisée par une pluviométrie annuelle de 1 200 à 1 500 mm, irrégulièrement répartie en été.
Pour la période 1971-2000, la température annuelle moyenne est de 11,3 °C, avec une amplitude thermique annuelle de 17,7 °C. Le cumul annuel moyen de précipitations est de 1 217 mm, avec 11,6 jours de précipitations en janvier et 7,1 jours en juillet. Pour la période 1991-2020, la température moyenne annuelle observée sur la station météorologique de Météo-France la plus proche, « Bourgoin », sur la commune de Bourgoin-Jallieu à 12 km à vol d'oiseau, est de 12,4 °C et le cumul annuel moyen de précipitations est de 844,0 mm,. Pour l'avenir, les paramètres climatiques de la commune estimés pour 2050 selon différents scénarios d'émission de gaz à effet de serre sont consultables sur un site dédié publié par Météo-France en novembre 2022.

## Urbanisme

### Typologie
Au 1er janvier 2024, Vignieu est catégorisée commune rurale à habitat dispersé, selon la nouvelle grille communale de densité à sept niveaux définie par l'Insee en 2022.
Elle est située hors unité urbaine et hors attraction des villes,.

### Occupation des sols
L'occupation des sols de la commune, telle qu'elle ressort de la base de données européenne d’occupation biophysique des sols Corine Land Cover (CLC), est marquée par l'importance des territoires agricoles (75,5 % en 2018), une proportion sensiblement équivalente à celle de 1990 (75,9 %). La répartition détaillée en 2018 est la suivante : 
zones agricoles hétérogènes (63,9 %), forêts (14,6 %), terres arables (11,6 %), zones humides intérieures (5,2 %), zones urbanisées (4,8 %). L'évolution de l’occupation des sols de la commune et de ses infrastructures peut être observée sur les différentes représentations cartographiques du territoire : la carte de Cassini (XVIIIe siècle), la carte d'état-major (1820-1866) et les cartes ou photos aériennes de l'IGN pour la période actuelle (1950 à aujourd'hui).

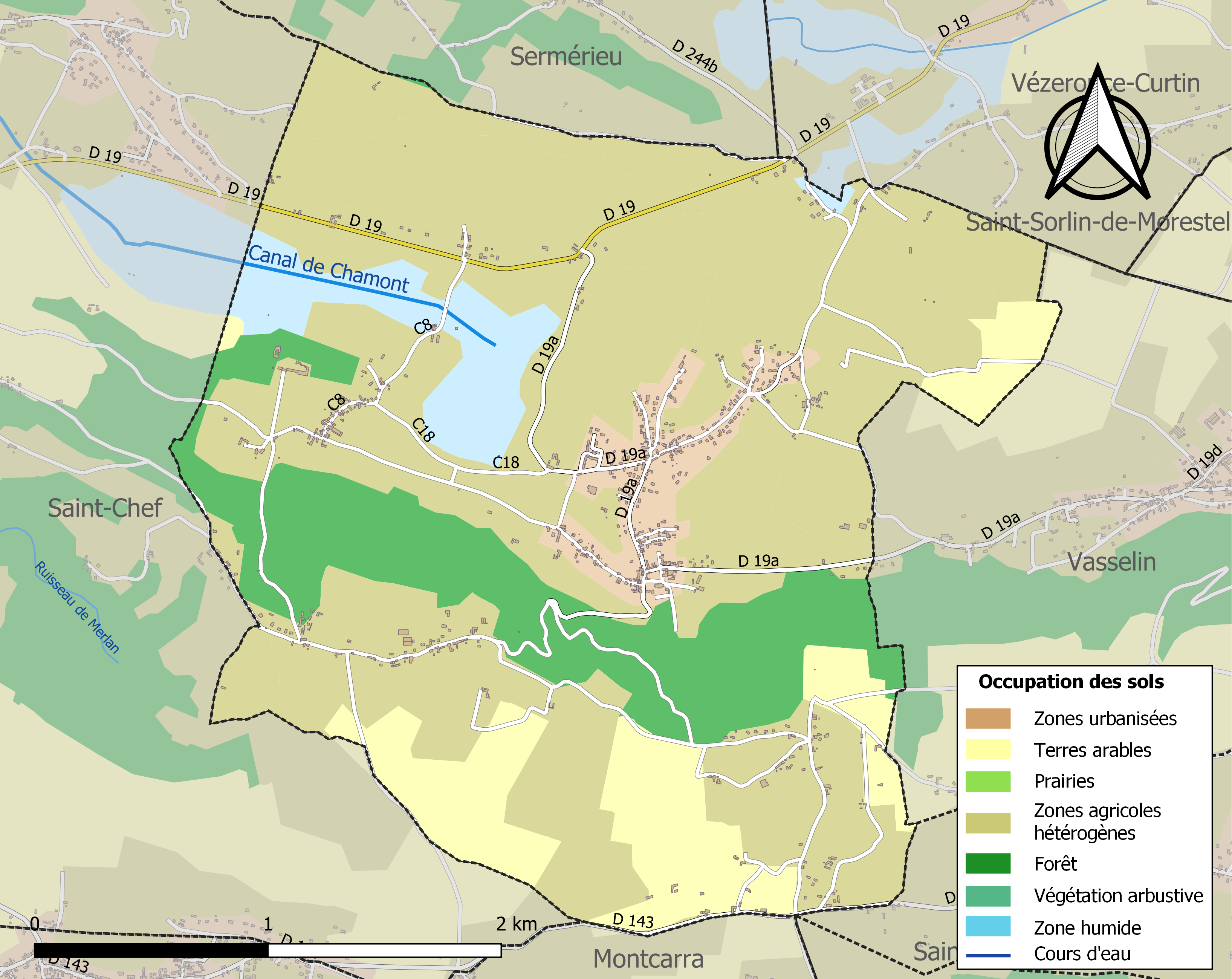
Carte des infrastructures et de l'occupation des sols de la commune en 2018 (CLC).

### Habitat et logement
En 2019, le nombre total de logements dans la commune était de 447, alors qu'il était de 417 en 2014 et de 379 en 2009.
Parmi ces logements, 85,9 % étaient des résidences principales, 5,8 % des résidences secondaires et 8,3 % des logements vacants. Ces logements étaient pour 95,3 % d'entre eux des maisons individuelles et pour 4,5 % des appartements.
Le tableau ci-dessous présente la typologie des logements à Vignieu en 2019 en comparaison avec celle de l'Isère et de la France entière. Une caractéristique marquante du parc de logements est ainsi une proportion de résidences secondaires et logements occasionnels (5,8 %) inférieure à celle du département (8,3 %) et à celle de la France entière (9,7 %). Concernant le statut d'occupation de ces logements, 83,3 % des habitants de la commune sont propriétaires de leur logement (84,8 % en 2014), contre 61,1 % pour l'Isère et 57,5 pour la France entière.
| Typologie                                               | Vignieu | Isère | France entière |
| ------------------------------------------------------- | ------- | ----- | -------------- |
| Résidences principales (en %)                           | 85,9    | 83,9  | 82,1           |
| Résidences secondaires et logements occasionnels (en %) | 5,8     | 8,3   | 9,7            |
| Logements vacants (en %)                                | 8,3     | 7,8   | 8,2            |

### Risques naturels et technologiques

#### Risques sismiques
L'ensemble du territoire de la commune de Vignieu est situé en zone de sismicité n°3 (sur une échelle de 1 à 5), comme la plupart des communes de son secteur géographique.
| Type de zone | Niveau            | Définitions (bâtiment à risque normal) |
| ------------ | ----------------- | -------------------------------------- |
| Zone 3       | Sismicité modérée | accélération = 1,1 m/s2                |

## Histoire
En janvier 1954, un loup est tué à Vignieu. Souvent présenté comme le « dernier loup français », il s'agit plus vraisemblablement d'un loup italien, de la même sous-espèce que celle qui effectue son retour en France à partir du Mercantour dans les années 1990. La dépouille du « loup de Vignieu » est naturalisée, et reste exposée au sein de la mairie de la commune.

## Politique et administration

### Rattachements administratifs et électoraux

#### Rattachements administratifs
La commune se trouve dans l'arrondissement de La Tour-du-Pin du département de l'Isère.
Elle faisait partie depuis 1801 du canton de La Tour-du-Pin. Dans le cadre du redécoupage cantonal de 2014 en France, cette circonscription administrative territoriale a disparu, et le canton n'est plus qu'une circonscription électorale.

#### Rattachements électoraux
Pour les élections départementales, la commune fait partie depuis 2014 du canton de Morestel
Pour l'élection des députés, elle fait partie de la dixième circonscription de l'Isère.

### Intercommunalité
Vignieu était membre de la communauté de communes Les Balmes Dauphinoises, un établissement public de coopération intercommunale (EPCI) à fiscalité propre créé en 1993 et auquel la commune avait transféré un certain nombre de ses compétences, dans les conditions déterminées par le code général des collectivités territoriales.
Dans le cadre des dispositions de la loi portant nouvelle organisation territoriale de la République du 7 août 2015, qui prévoit que les établissements publics de coopération intercommunale (EPCI) à fiscalité propre doivent avoir un minimum de 15 000 habitants, cette intercommunalité a fusionné avec ses voisines pour former, le 1er janvier 2017, la communauté de communes Les Balcons du Dauphiné dont est désormais membre la commune.

### Liste des maires
|}

## Population et société

### Démographie
L'évolution du nombre d'habitants est connue à travers les recensements de la population effectués dans la commune depuis 1793. Pour les communes de moins de 10 000 habitants, une enquête de recensement portant sur toute la population est réalisée tous les cinq ans, les populations de référence des années intermédiaires étant quant à elles estimées par interpolation ou extrapolation. Pour la commune, le premier recensement exhaustif entrant dans le cadre du nouveau dispositif a été réalisé en 2004.

En 2022, la commune comptait 961 habitants, en évolution de −7,51 % par rapport à 2016 (Isère : +3,07 %, France hors Mayotte : +2,11 %).
| 1793 | 1800 | 1806 | 1821 | 1831 | 1836 | 1841 | 1846  | 1851  |
| ---- | ---- | ---- | ---- | ---- | ---- | ---- | ----- | ----- |
| 686  | 749  | 789  | 888  | 965  | 916  | 973  | 1 086 | 1 048 |

| 1856  | 1861  | 1866  | 1872  | 1876  | 1881 | 1886 | 1891 | 1896 |
| ----- | ----- | ----- | ----- | ----- | ---- | ---- | ---- | ---- |
| 1 048 | 1 030 | 1 001 | 1 012 | 1 000 | 921  | 950  | 923  | 913  |

| 1901 | 1906 | 1911 | 1921 | 1926 | 1931 | 1936 | 1946 | 1954 |
| ---- | ---- | ---- | ---- | ---- | ---- | ---- | ---- | ---- |
| 858  | 827  | 712  | 629  | 613  | 570  | 548  | 624  | 513  |

| 1962 | 1968 | 1975 | 1982 | 1990 | 1999 | 2004 | 2006 | 2009 |
| ---- | ---- | ---- | ---- | ---- | ---- | ---- | ---- | ---- |
| 424  | 412  | 385  | 502  | 592  | 706  | 786  | 820  | 897  |

| 2014  | 2019 | 2022 | - | - | - | - | - | - |
| ----- | ---- | ---- | - | - | - | - | - | - |
| 1 016 | 973  | 961  | - | - | - | - | - | - |

### Médias
Historiquement, le quotidien à grand tirage Le Dauphiné libéré consacre, chaque jour, y compris le dimanche, dans son édition du Nord-Isère, un ou plusieurs articles à l'actualité de la communauté de communes, ainsi que des informations sur les éventuelles manifestations locales, les travaux routiers, et autres événements divers à caractère local.
La commune est située sur l'aire de diffusion de radio Ici Isère, une radio publique qui émet sur tout le territoire du département de l'Isère.

### Enseignement
La commune est rattachée à l'académie de Grenoble.

### Cultes
La communauté catholique et l'église de Saint-Chef (propriété de la commune) est rattachée à la paroisse Saint-Pierre du pays des couleurs dont la maison paroissiale est située à Morestel. Celle-ci est également rattachée au diocèse de Grenoble-Vienne.

## Culture et patrimoine

### Lieux et monuments
- Le château de Chapeau cornu (XIVe siècle, remanié, servait d'auberge et de salle de noces et banquets) fut le centre de la seigneurie de Chapeau Cornu ; Charles de Grolée, chambellan de Charles VII de Louis XI au XVe siècle
- La chapelle des Ayes qui fait encore l'objet d'un pèlerinage dédié à la Vierge Marie ainsi que l'église Saint-Blaise sont les deux monuments religieux de la commune. Il existe également les maisons fortes de Beauvenir et du village ainsi qu'une fontaine monumentale.
- L'Église Saint-Blaise de Vignieu

Quelques photos de monuments de Vignieu
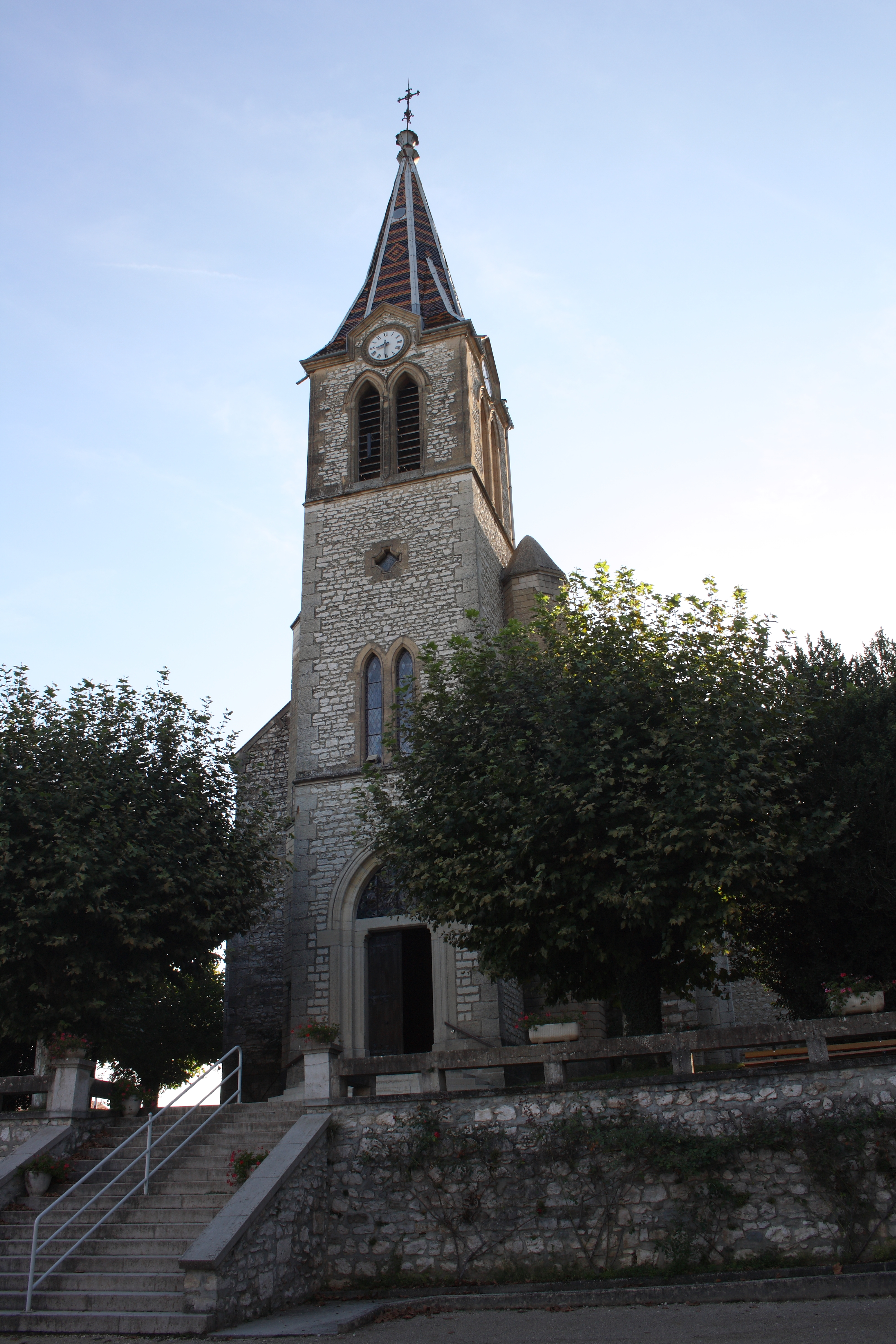
Église Saint-Blaise
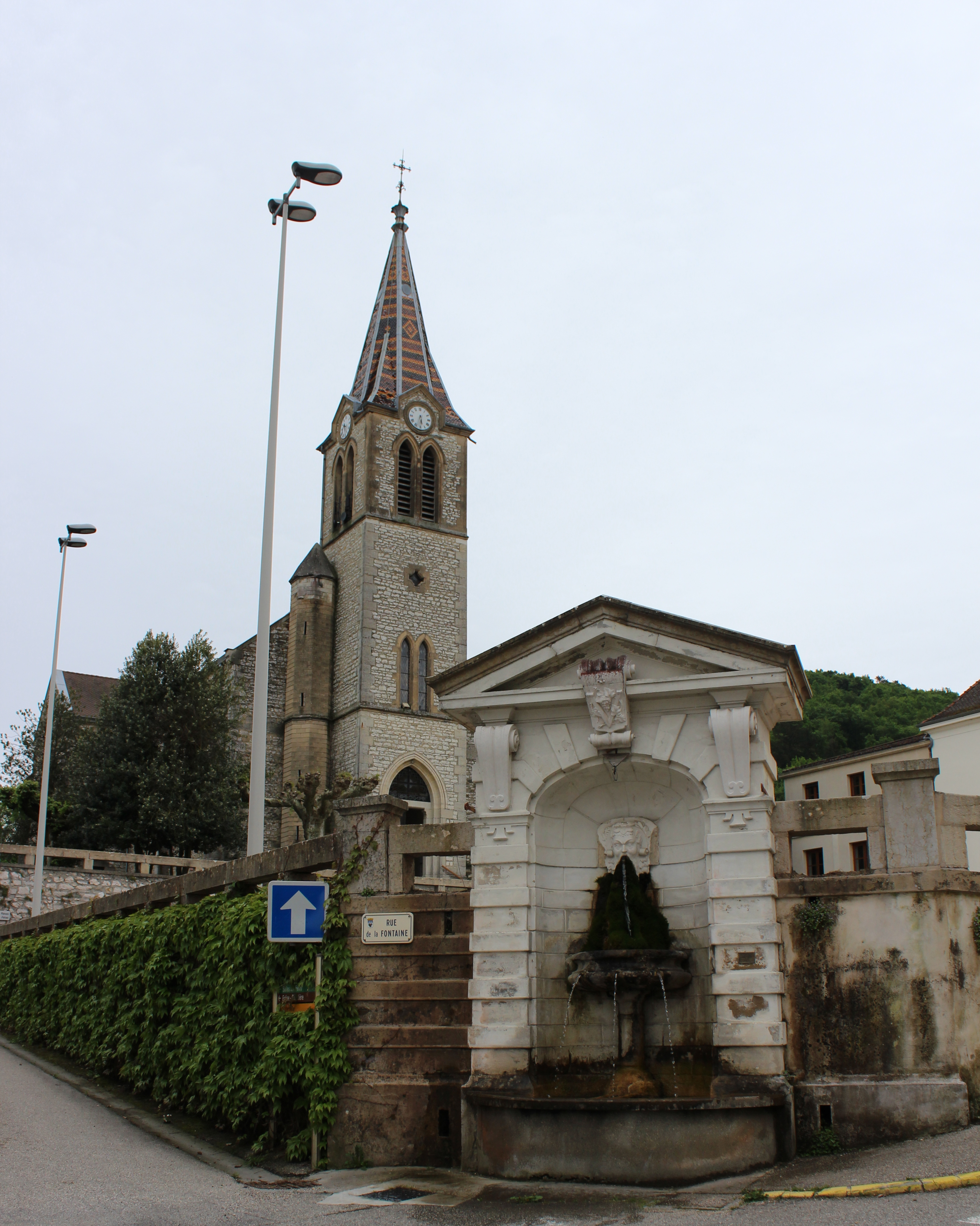
Église Saint-Blaise et fontaine
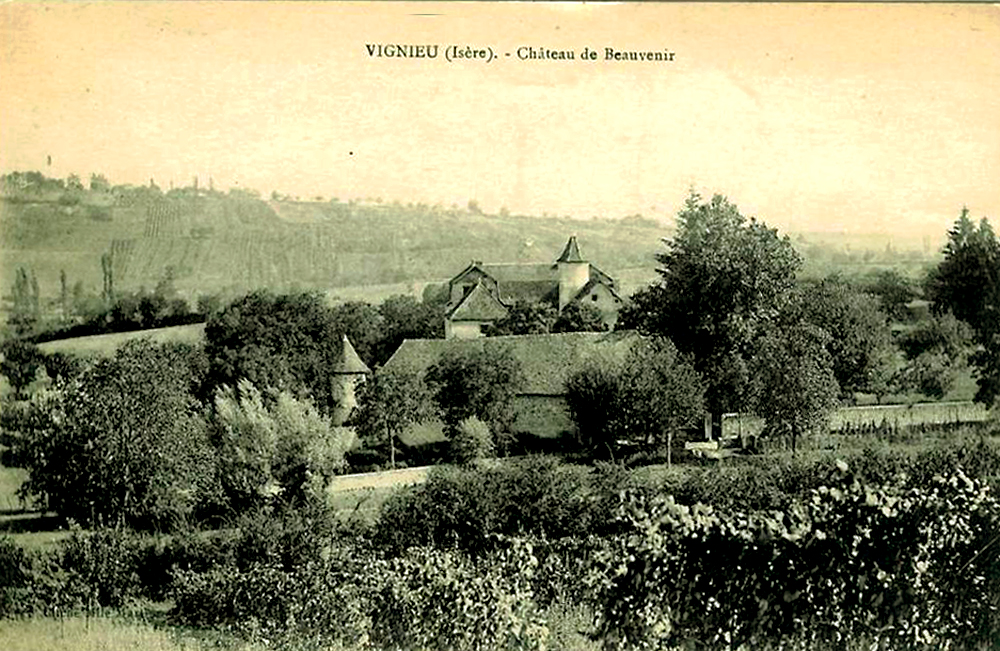
Le château de Beauvenir au début du XXe siècle.
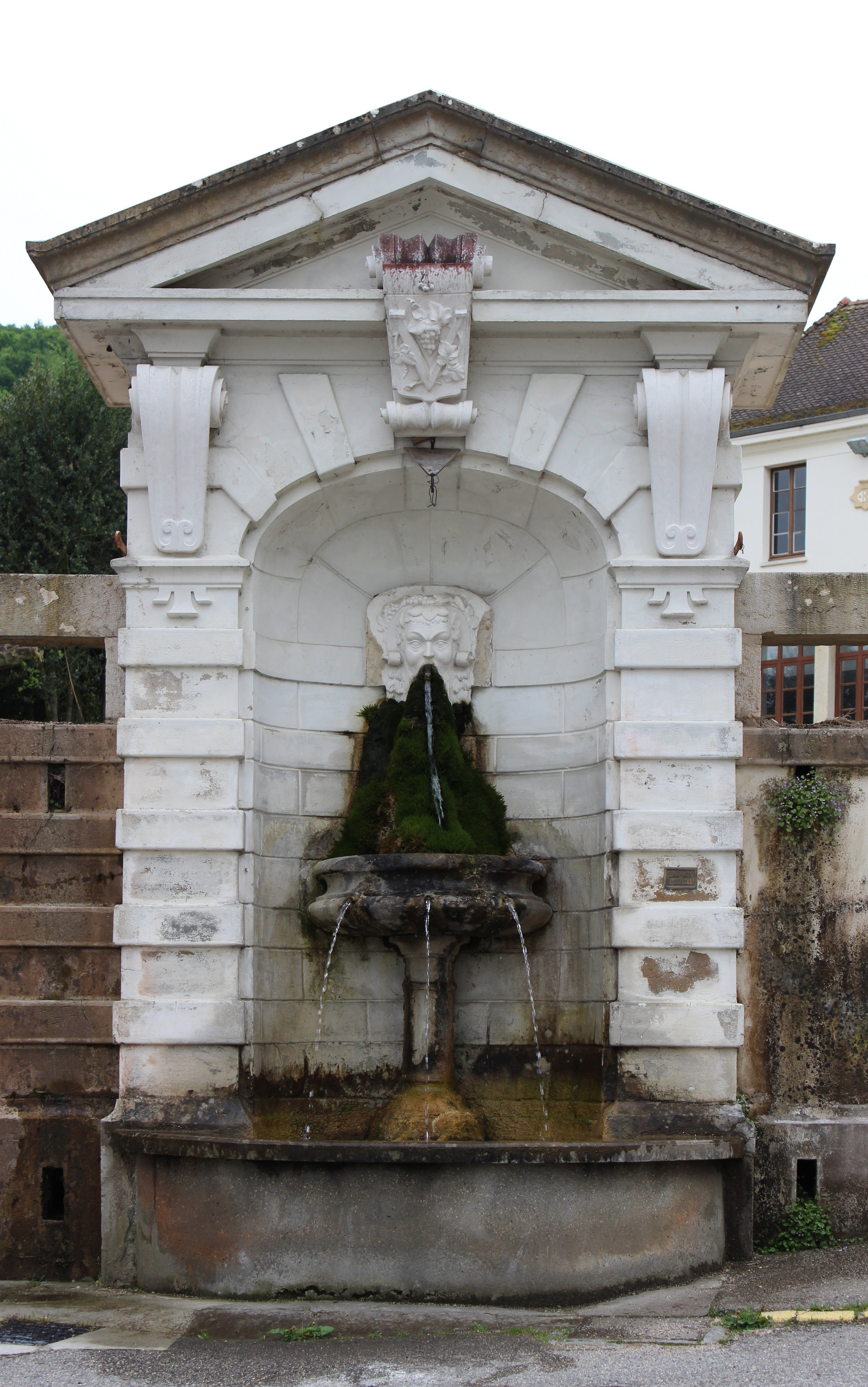
La fontaine.
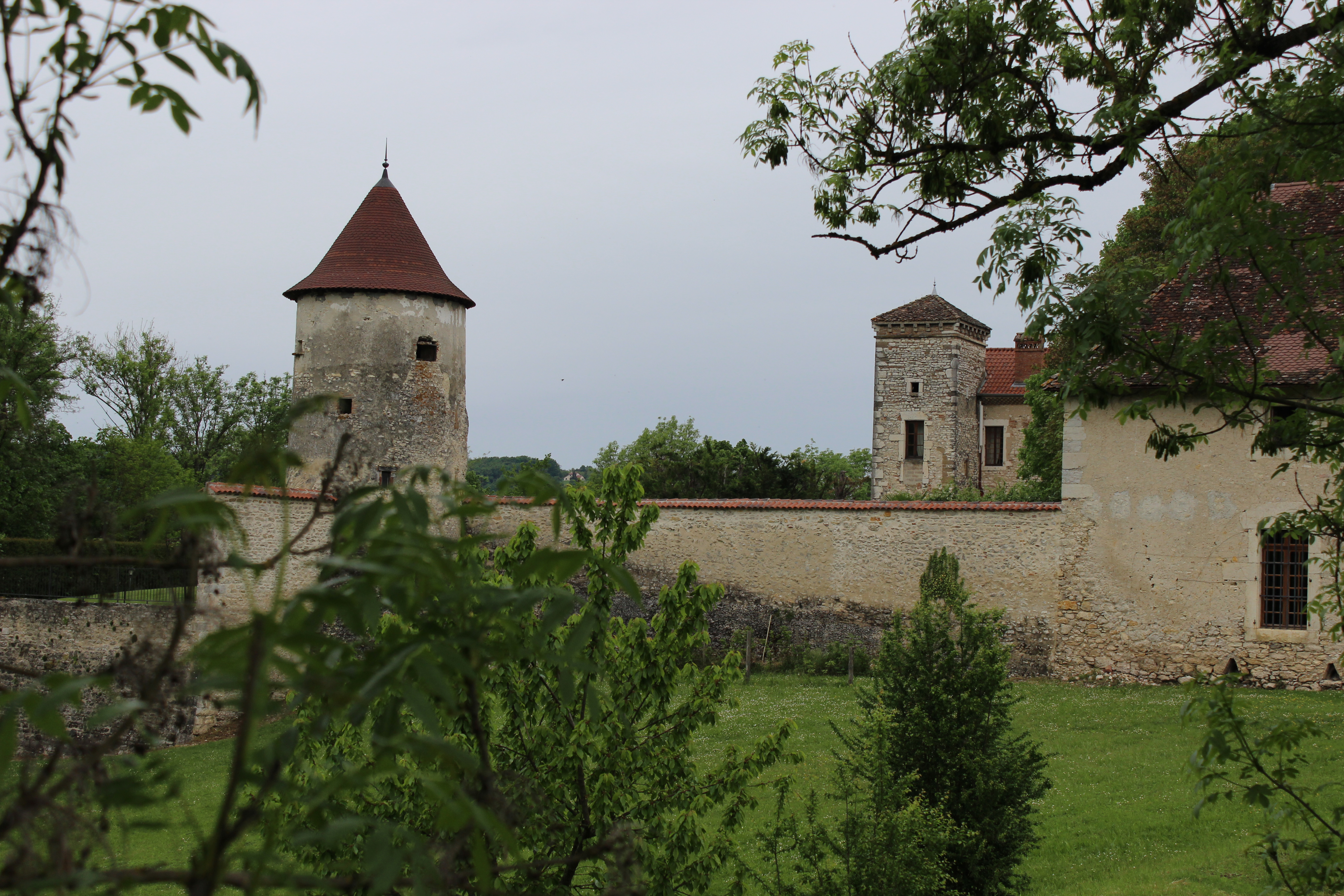
Le château de Chapeau cornu.
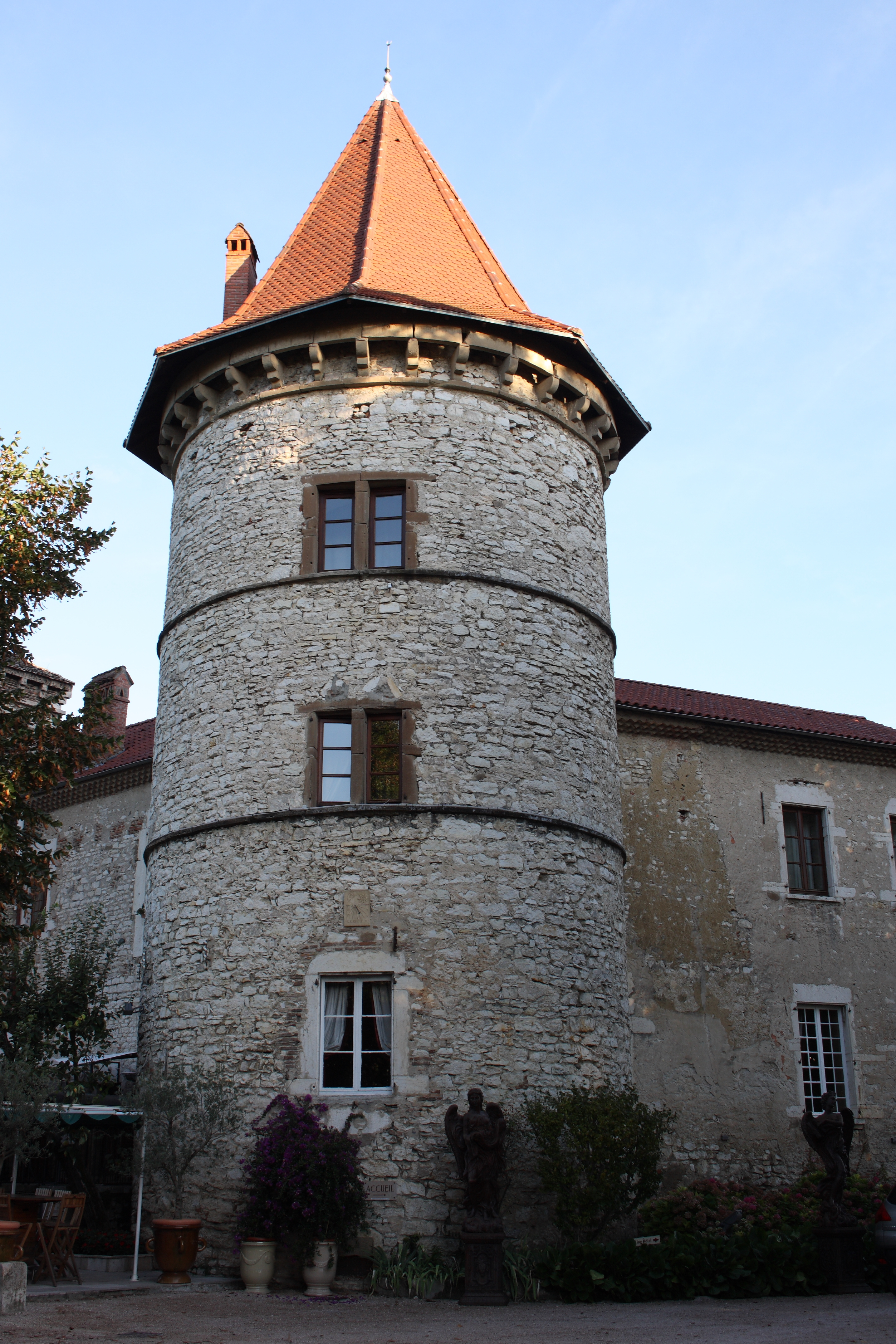
la tour du château de Chapeau Cornu
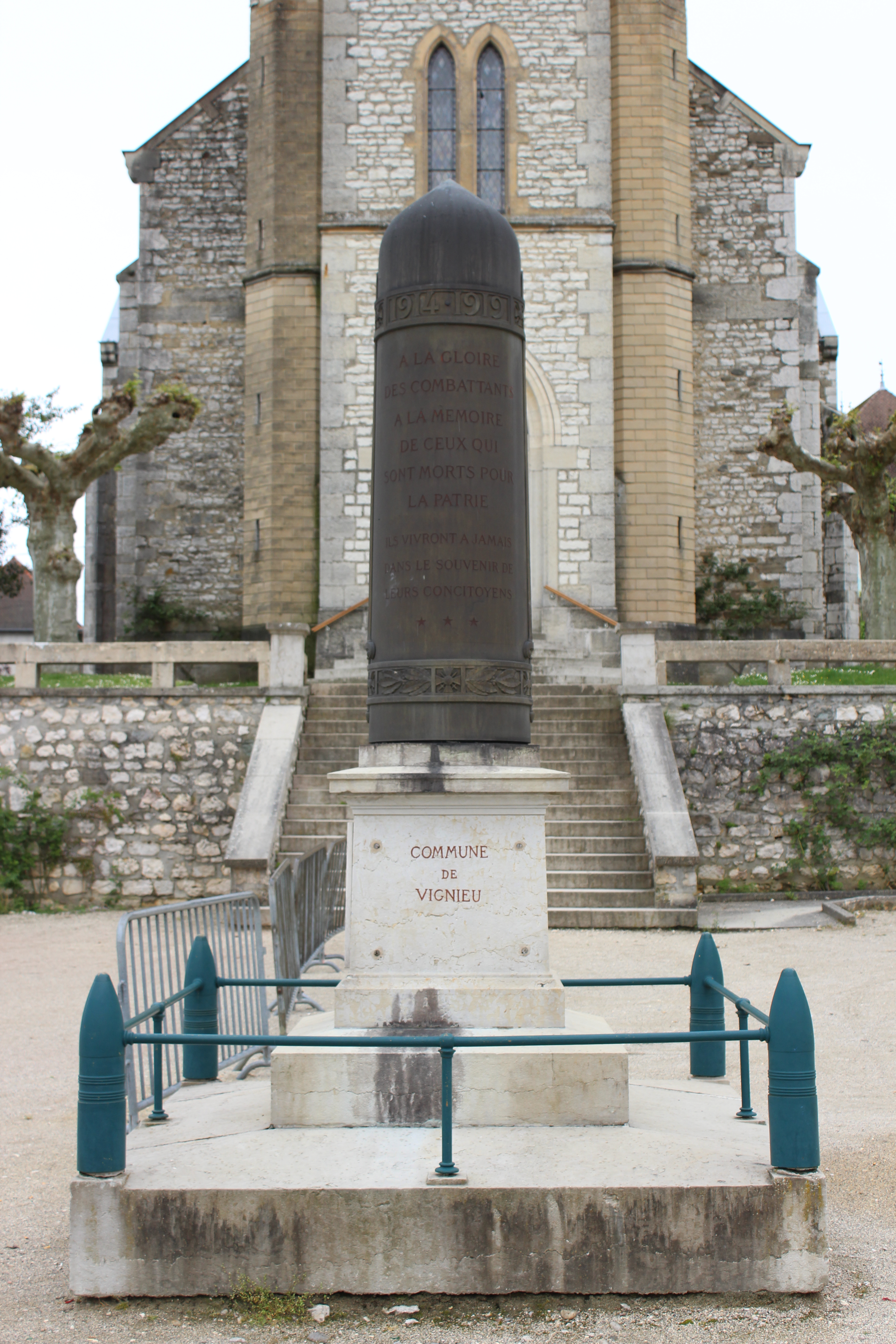
Monuments aux mort de Vignieu

### Personnalités liées à la commune
- Benjamin Régnier, originaire de la commune[25], est l'auteur d'un dessin représentant une Marianne en larmes à la suite des attentats du Bataclan en 2015. En 2017, le ministère de l'intérieur le sollicite pour la réalisation de ses cartes de vœux.

### Héraldique
| Blason de Vignieu | Blason  | D'argent à un V de sable entrelacé d'un sarment de vigne fruité de gueules, tigé et feuillé de sinople, au chef d'azur chargé de trois bouquets de trois cerises de gueules, tigé du même. |
| Blason de Vignieu | Détails | Armes parlantes. Le statut officiel du blason reste à déterminer. |